# Agelena bifida
Agelena bifida là một loài nhện trong họ Agelenidae.
Loài này thuộc chi Agelena. Agelena bifida được Jia-Fu Wang miêu tả năm 1997.